# Vilma Ripoll
Vilma Ripoll (sinh ngày 12 tháng 4 năm 1954) là một y tá và chính trị gia người Argentina. 

## Tiểu sử
Vilma Ana Ripoll sinh tại Firmat, tỉnh Santa Fe, năm 1954. Bà theo học tại Đại học Y khoa Rosario, và lấy bằng y tá năm 1975; trong khi một sinh viên, vào năm 1973, Ripoll đã đồng sáng lập ra Centro de Estudiantes de Enfermería (Trung tâm điều dưỡng cho sinh viên). Ripoll đã tổ chức một nhiệm vụ cứu trợ cho công nhân tại một nhà máy thép Acindar ở Villa Constitución có lợi ích sức khỏe đã được cắt giảm để trả thù cho việc họ chọn một người quản lý cửa hàng cánh tả. Sau đó, bà gia nhập Đảng Công nhân Xã hội Trotskyite. Những hoạt động này đã khiến bà trở thành mục tiêu trong Chiến tranh Bẩn, và vào năm 1977, bà rời khỏi dịch vụ y tế của chính phủ, PAMI, và tìm nơi ẩn náu ở Colombia.
Bà  tiếp tục hỗ trợ cho các công đoàn lao động trong khi ở Colombia, và đồng sáng lập Liên minh Công nhân Y tế (SUTS). Bà trở về Argentina sau khi trở về cai trị dân chủ năm 1983, và từ năm 1989 đến 1999, phục vụ như là người quản lý cửa hàng của Hiệp hội nhân viên Buenos Aires của Bệnh viện Ý, trong thời gian đó bà được bầu vào Đại hội Liên đoàn Công nhân Y tế (FATSA).
Tuy nhiên, bà được bầu vào Cơ quan lập pháp thành phố Buenos Aires trên Phong trào công nhân xã hội (MST) vào năm 2000 và được bầu lại vào năm 2003. Một thỏa thuận giữa MST và Đảng Cộng sản Argentina khiến bà từ chức. vào tháng 12 năm 2004, ủng hộ Marcos Wolman.
Ripoll trở lại vị trí hành chính của mình tại Bệnh viện Ý. Một bác sĩ sản khoa, bà đã trở nên nổi tiếng với sự hỗ trợ của bà về việc hợp pháp hóa phá thai ở Argentina. Ước tính 500.000 ca phá thai được thực hiện hàng năm ở Argentina (so với khoảng 700.000 ca sinh sống), dẫn đến ít nhất 10.000 ca nhập viện do biến chứng, cũng như hơn 100 ca tử vong; Ripoll trích dẫn ví dụ về Tây Ban Nha, là tử vong do thai nghén đã giảm đáng kể, và số lượng các thủ tục giảm hơn một nửa, sau khi hợp pháp hóa.
Bà giữ một chức vụ trong Hạ viện Argentina cho tỉnh Buenos Aires vào năm 2005, và, với diễn viên kỳ cựu Héctor Bidonde, cho Tổng thống năm 2007; nhưng bà đã thất bại cả hai lần.